# هات‌اسپات شیلد
هات‌اسپات شیلد (به انگلیسی: Hotspot Shield) یک نرم‌افزار کاربردی ساخته‌شده توسط AnchorFree, Inc است که به کاربر اینترنتی اجازه اتصال به شبکه خصوصی مجازی را می‌دهد.